# برلینگتون جانکشن (میزوری)
برلینگتون جانکشن (به انگلیسی: Burlington Junction) یک شهر در ایالات متحده آمریکا است که در شهرستان نوداوای، میزوری واقع شده‌است. برلینگتون جانکشن ۲٫۸۷ کیلومتر مربع مساحت و ۵۳۷ نفر جمعیت دارد و ۲۹۶ متر بالاتر از سطح دریا قرار دارد.